# Contexto sociocultural
El contexto sociocultural está constituido por condicionamientos sociales y su adecuación a distintas circunstancias.
En el contexto sociocultural deben atenderse a los marcos de referencia, que clasifican distintas situaciones de comunicación y el papel de sus participantes. Por ejemplo, un marco jurídico se diferencia notablemente de uno literario: ambos generan expectativas y presuposiciones distintas, tanto para producir como para interpretar mensajes, cuya forma depende de la intención u objeto comunicativo correspondiente al marco en que esté insertos.